# سكرينة سميكة الأوراق
سكرينة سميكة الأوراق (الاسم العلمي:Saccharina crassifolia) هي نوع من الطلائعيات تتبع جنس السكرينة من الفصيلة اللامينارية.